# Xenolytus minor
Xenolytus minor là một loài tò vò trong họ Ichneumonidae.